# Les Contes de Nevèrÿon
Les Contes de Nevèrÿon (Tales of Nevèrÿon) est un recueil de cinq histoires d'épée et de sorcellerie de Samuel R. Delany publié en 1978 par Wesleyan Edition. Il s'agit du premier des quatre volumes de la série Return to Nevèrÿon. 

## Contenu
Le livre est dédié à Joanna Russ, Luise White et Iva Hacker Delany.
Les Contes de Nevèrÿon est édité en France par J.C. Lattès en 1982, il s'agit du seul volume de la série Nevèrÿon paru en France à ce jour. Le recueil traduit par Éric Chédaille contient :
- Le Conte de Gorgik,
- Le Conte du vieux Venn,
- Le Conte du petit Sarg,
- Le Conte des potiers et des dragons,
- Le Conte des dragons et des rêveurs.

## Le Conte de Gorgik
Dans sa jeunesse, Gorgik fait partie des gens « bruns et respectables » de Kolhari, le principal port de Nevèrÿon. À l'âge de seize ans, à la suite de la prise de pouvoir radicale du gouvernement de Nevèrÿon, Gorgik est capturé et emmené comme esclave dans une mine d'obsidienne. Tous les esclaves ne sont pas des barbares blonds aux yeux bleus. Mais ceux qui ont la peau plus foncée s’en sortent généralement mieux que ceux qui ont la peau plus claire et bientôt, Gorgik devient contremaître de mine. À l'âge de vingt et un ans, il est acheté par la Vizerine Myrgot pour devenir son amant. Il va vivre dans le château de l'enfant impératrice Ynelgo. De retour à Kolhari, il découvre pour la première fois les avantages (et les inconvénients) de la vie sous le régime de la royauté. Finalement, la Vizerine lui rend sa liberté et lui assure un poste dans l'armée. Il croise Petit Sarg, le prince inculte et Raven la guerrière masquée. Pourtant, Gorgik finit par devenir un hors-la-loi. Il travaille un certain temps comme gardien dans un enclos d'esclaves. Mais il est tellement révulsé par ce qu'il voit là qu'il décide de redevenir un hors-la-loi et agit pour libérer tous les esclaves de Nevèrÿon, quelle que soit leur couleur de peau. Pour cela, il met à profit certaines des amitiés qu'il a nouées lorsqu'il vivait à la cour.

## Thèmes et réception critique
Greg Costikyan analyse Tales of Neveryon dans Ares Magazine #1, un magazine américain de jeux de guerre de science-fiction publié par Simulations Publications.  
Bernard W. Bell souligne que Tales of Nevèrÿon est thématiquement concerné par « le renversement des relations hiérarchiques et des opposition conventionnelles ». Larry McCaffery déclare que Delany « élargit, approfondit, remet en question et sape complètement les prémisses du genre [de l'épée et de la sorcellerie] ». 
Delany se préoccupe moins de l'intrigue que du développement des relations entre ses personnages. James Sallis le pressent comme étant celui qui sera capable de théoriser le genre «épée et sorcellerie» de la littérature.
En France, Emmanuel Jouanne dans la revue Fiction en 1982 indique que « le récit est parfois très lent et difficile à suivre, mais c'est le prix qu'il faut payer pour pénétrer dans ce monde d'une extraordinaire richesse dont Delany tire les ficelles avec une intelligence extrêmement pénétrante ».

## Prix
En 1980, Tales of Nevèrÿon est à la fois nommé au prix Locus et finaliste pour le National Book Award for Science Fiction. 

## Recueil en français
- Samuel R. Delany (trad. Eric Chédaille), Les contes de Neverÿon, Paris, J.C. Lattès, coll. « Titres SF » (no 52), 1982, 312 p. (ISBN 9782709601016, lire en ligne).

## Lectures complémentaires
- (en) Jeffery A. Tucker, A Sense of Wonder : Samuel R. Delany, Race, Identity and Difference, dans  The Empire of Signs : Slavery, Semiotics, and Sexuality in the Return to Nevèrÿon Series, Presse universitaire Wesleyenne, 2004 (ISBN 0-8195-6689-6), chap. 3